# Museu de l'Oli
El Museu de l'Oli o Antiga Masia Sala és una obra de les Borges Blanques (Garrigues) inclosa a l'Inventari del Patrimoni Arquitectònic de Catalunya. A l'edifici hi ha el Parc Temàtic de l'Oli i a prop s'hi troben les Oliveres del Parc Temàtic de l'Oli.

## Edifici
El Museu de l'oli o antiga Masia Sala possiblement té els seus orígens cap al segle xvii. La masia té planta baixa i primer pis; feta a base de grans pedres irregulars. Destaca la simetria de les finestres i porta d'entrada, dibuixades per grans lloses de pedra regulars. El sostre de teula àrab és a quatre aigües. El recinte a més d'oferir visites i ser un punt de difusió dels productes locals, la torre sala acull diverses exposicions temporals.

## Museu
L'antiga masia Salat s'inaugura el 23 de gener del 1998 com a parc temàtic de l'oli. Pretén donar a conèixer arreu aquest producte, típic a la zona de les Garrigues. Compta amb la premsa més gran del món, alguns arcs dels templers (s. XIII) i una col·lecció de setrilleres provinents de quaranta-cinc nacions diferents.